# 2. oktober
2. oktober er dag 275 i året i den gregorianske kalender (dag 276 i skudår). Der er 90 dage tilbage af året.
Ditlevs dag. Oprindelsen til navnet er ukendt.

### Begivenheder
Født - Dødsfald
- 1187 - Muslimske styrker under den egyptiske sultan Saladin indtager Jerusalem, efter at byen i 88 år har været under kristent herredømme.
- 1263 - Slaget ved Largs udkæmpes mellem norske og skotske styrker.
- 1608 - Hollænderen Hans Lippershey demonstrerer det første teleskop.
- 1836 - Charles Darwin vender tilbage fra sin rejse med HMS Beagle.
- 1859 - Illustreret Tidende, som er Danmarks første "billedblad", begynder at udkomme.
- 1870 - Rom bliver hovedstad i det nydannede Italien.
- 1913 - Flådens flyver Ørnen styrter ned på Kløvermarken og flyveren Ulrik Birch omkommer i den første flyulykke i Danmark med dødelig udgang.
- 1928 - Opus Dei (latin, Guds virke) eller Prelaturet af Det Hellige Kors og Opus Dei, stiftes af den spanske præst Josemaría Escrivá, som pave Johannes Paul II i øvrigt kanoniserede i 1982.
- 1935 - Italien invaderer Abessinien (det nuværende Ethiopien).
- 1942 - På universitetet i Chicago gennemføres første "afprøvning" af kontinuerlig kernereaktion.
- 1943 - Arrestationen og deportationen af de danske jøder starter.
- 1950 - Charles M. Schulz's tegneseriestribe Peanuts (på dansk Radiserne) udkommer første gang i amerikanske aviser.
- 1951 - Et meteornedslag ved Aarhus finder sted i Riis Skov.
- 1972 - Ved en folkeafstemning stemmer et flertal for dansk indmeldelse i EF.
- 1992 - Under et fangeoprør i det brasilianske fængsel Carandiru, åbner politiet ild mod fangerne, og dræber over hundrede i en massakre. Politiet bliver aldrig anklaget for massakren. Ifølge politiet er der kun dræbt otte.
- 2006 - Amerikanerne Andrew Z. Fire og Craig C. Mello tildeles Nobelprisen i medicin for opdagelsen af en mekanisme med central betydning for informationsstrømme i celler.
- 2006 - Vest for Horsens indvies det nye "Statsfængslet Østjylland" der afløser det nuværende Horsens Statsfængsel.
- 2007 - Op mod 100.000 deltager i velfærdsdemonstrationer landet over med kravet om investeringer i den danske velfærd
- 2007 - Historisk topmøde mellem Nordkorea og Sydkorea finder sted i Pyongyang.
- 2009 - USA's præsident Barack Obama lander i Københavns lufthavn, for at forsøge at få De Olympiske Lege til Chicago. Dette lykkedes ikke da værtslandet for OL i 2016 bliver Rio de Janeiro. Dette bliver første gang at OL bliver afholdt i Sydamerika.

### Født
- 1800 - Nat Turner, sort amerikaner, der startede slaveopstand i staten Virginia (henrettet) (død 1831).
- 1847 - Paul von Hindenburg, tysk generalfeltmarskal og rigspræsident (død 1934).
- 1858 - Gerard Jacob de Geer, svensk geolog (død 1943).
- 1869 - Mahatma Gandhi, indisk politiker og samlende skikkelse (død 1948).
- 1876 - A. P. Møller, skibsreder (død 1965).
- 1887 - Violet Jessop, irsk-argentinsk sygeplejerske og stewardesse (død 1971).
- 1890 - Groucho Marx, amerikansk skuespiller (Marx Brothers) (død 1977).
- 1891 - Werner Lorenz, SS-Obergruppenführer, General i Waffen-SS (død 1974).
- 1900 - Erna Hamilton, grevinde, æresminister og legatstifter (død 1996).
- 1904 - Graham Greene, engelsk forfatter (død 1991).
- 1904 - Shri Lal Banadur Shastri, indisk premierminister (død 1966).
- 1909 - Alex Raymond, amerikansk tegneserieskaber (død 1956).
- 1926 - Ingolf David, dansk skuespiller (død 1996).
- 1926    – Michio Suzuki, japansk matematiker (død 1998).
- 1932 - Hans V. Bischoff, dansk journalist (TV-Avisen).
- 1943 - Mette Knudsen, dansk forfatter og filminstruktør.
- 1945 - Don McLean, amerikansk sangskriver.
- 1946 - Lars Waage, dansk operasanger.
- 1948 - Donna Karan, amerikansk modedesigner.
- 1948   - Leif Mikkelsen, dansk tidligere håndboldlandstræner.
- 1951 - Sting, engelsk rocksanger (eks-Police).
- 1957 - Jens Bangsbo, dansk arbejdsfysiolog og fodboldtræner.
- 1962 - Brian Holm, dansk cykelrytter.
- 1965 - Ferhan og Ferzan Önder, tyrkisk-østrigske pianister.
- 1967 - Frankie Fredericks, atlet fra Namibia.
- 1970 - Cecilie Beck, tv-vært.
- 1972 - Anne Juul Christophersen, dansk billedkunstner.
- 1973 - Carsten Bo Eriksen, dansk komponist.
- 1973 - Lene Nystrøm, norsk sangerinde (Aqua).
- 1976 - Claus Flensborg, dansk håndboldspiller.
- 1977 - Andreas Helgstrand, dansk dressurrytter.

### Dødsfald
- 322 f.Kr. - Aristoteles, græsk filosof og naturvidenskabsmand (født 384 f.Kr.).
- 1911 - Edvard Blaumüller, dansk præst, teolog og forfatter (født 1851).
- 1935 - Georg Jensen, dansk designer (født 1866).
- 1942 - Carl Alstrup, dansk skuespiller (født 1877).
- 1968 - Marcel Duchamp, fansk maler (født 1887).
- 1975 - Arne Weel, dansk teaterdirektør, instruktør, skuespiller og forfatter (født 1891).
- 1982 – Bobby Lynch, irsk guitarist og sanger fra The Dubliners (født 1935)
- 1985 - Rock Hudson, amerikansk skuespiller (født 1925) - AIDS.
- 1989 - Torben Hundahl, dansk skuespiller (født 1945).
- 1995 - Carl Scharnberg, dansk forfatter (født 1930).
- 2020 - Frans Rasmussen, dansk dirigent (født 1944).

|  | Denne datoartikel kan blive bedre, hvis der indsættes et (bedre) billede Du kan hjælpe ved at afsøge Wikimedia Commons for et passende billede eller uploade et godt billede til Wikimedia Commons iht. de tilladte licenser og indsætte det i artiklen. |